# Temporal de Chile de junio de 2023
El temporal de Chile de junio de 2023 fue un temporal de lluvias que afectó a varias ciudades y localidades de la zona central del país, entre el 22 y el 26 de junio, provocando la crecida y desborde de ríos, inundaciones y activación de las quebradas. El último reporte oficial dio cuenta de 2 personas fallecidas, 2 desaparecidas (reportadas como presuntas desgracias ante las policías); 19.469 damnificadas y 12.074 aisladas, así como 1.800 viviendas destruidas y más de 8 mil con daños.

## Antecedentes
El año 2023 se caracteriza por la presencia del Fenómeno del Niño, ocasionando un otoño más caluroso de lo normal debido al aumento de las temperaturas de océano Pacífico. Producto de esto, se espera que la temporada de invierno sea lluviosa y con isoterma cero más alta de lo habitual.
La Dirección Meteorológica de Chile previó un sistema frontal de alta precipitación con intermitencia para los valles y la cordillera; las temperaturas mínimas no bajarían de los 9 °C, mientras que las máximas en la zona central oscilarían entre los 14 y 16 °C.
| Región                                    | Costa      | Valle      | Precordillera | Cordillera  |
| ----------------------------------------- | ---------- | ---------- | ------------- | ----------- |
| Metropolitana de Santiago                 |            | 15 - 25 mm | 45 - 75 mm    | 70 - 100 mm |
| Del Libertador General Bernardo O'Higgins | 20 - 35 mm | 35 - 50 mm | 80 - 100 mm   | 80 - 100 mm |
| Maule                                     | 35 - 60 mm | 50 - 80 mm | 90 - 130 mm   | 90 - 130 mm |
| Ñuble                                     | 35 - 60 mm | 50 - 80 mm | 90 - 130 mm   | 90 - 130 mm |
| Biobío                                    | 40 - 60 mm | 55 - 70 mm | 100 - 140 mm  | 100 -160 mm |

El Servicio Nacional de Prevención y Respuesta ante Desastres (Senapred) emitió el 20 de junio una alerta temprana preventiva para la Región Metropolitana de Santiago ante el pronóstico de un sistema frontal con intensas lluvias, fuertes vientos y una isoterma 0 ubicada entre los 3200 y 3500 metros de altitud.

## Cronología

### 21 de junio
18:11 Se declara Alerta Temprana Preventiva para la Región de O'Higgins por precipitaciones moderadas a fuertes con isoterma cero alta entre la mañana del jueves 22 y la tarde del sábado 24 de junio.

### 22 de junio
13:15 Se declara Alerta Temprana Preventiva para las provincias de San Felipe y Los Andes y para las comunas de Petorca y Cabildo por precipitaciones normales a moderadas con isoterma cero alta desde la mañana del jueves 22 hasta la tarde del sábado 24 de junio, con probabilidad de tormentas eléctricas en los valles precordilleranos y cordillera.
23:51 Se declara Alerta Amarilla para las comunas de Talagante y El Monte por aumento del caudal del río Mapocho.

### 23 de junio
01:15 Se declara Alerta Amarilla para la comuna de San José de Maipo por la activación de las quebradas y la alta probabilidad de producción de aluviones. Se emite el primer envío del Sistema de Alertas de Emergencia (SAE) para la evacuación preventiva de la localidad de San Alfonso.
08:36 Se declara Alerta Amarilla para la Región Metropolitana de Santiago por el aumento del caudal de los ríos Mapocho y Maipo. Se activó el SAE para el sector de El Alfalfal por la obstrucción del río Olivares.
09:20 Se declara Alerta Roja para las provincias de Los Andes y San Felipe por amenaza de desborde del río Aconcagua.
10:26 Se declara Alerta Amarilla para la Región del Ñuble por aumento de los caudales de los ríos.
14:25 Se declara Alerta Roja para las comunas de Coihueco, Chillán, Chillán Viejo, Bulnes, El Carmen, Pemuco, Pinto y San Ignacio por amenaza de crecida de los ríos Diguillín y Chillán.
16:00 Se declara Alerta Roja para las provincias de Cachapoal y Colchagua por la amenaza de desborde de los ríos Cachapoal, Las Leñas, Claro y Tinguiririca. Se emite el SAE para los sectores ribereños de las comunas de Rancagua, Rengo, Coltauco, San Fernando, Placilla, Palmilla, Peumo y Santa Cruz.
18:48 Se declara Alerta Roja para el resto de comunas de la Región del Ñuble.
19:05 Se declara Alerta Temprana Preventiva para la Región de La Araucanía por precipitaciones normales a moderadas con isoterma cero alta, desde la mañana del viernes 23 hasta la noche del domingo 25 de junio.
22:47 Se declara Alerta Amarilla para la comuna de Alto Biobío debido a las fuertes lluvias presentes en el sector cordillerano y la crecida del río Queuco. Se inhabilitó el puente Pilunchaya, ubicado en el kilómetro 53,9 de la Ruta Q-699 por el debilitamiento del estribo que sostiene la estructura y el colapso de una de sus contenciones laterales dejando a 750 personas aisladas.
23:45 Se declara Alerta Roja para la provincia de Quillota por amenaza de desborde del río Aconcagua.

### 24 de junio
03:35 Se declara Alerta Roja para las comunas de Arauco y Curanilahue por el desborde de los ríos Pichilo y Curanilahue. Personal municipal informa de 70 viviendas con daños por anegamiento en distintos sectores de la comuna de Arauco.
05:21 Se declara Alerta Amarilla para la comuna de Curacautín por aumento del caudal del río Cautín.
07:55 Se declara Alerta Roja para la comuna de Linares por el registro de alteraciones de conectividad en las rutas L-45 y L-429 y en diversos caminos interiores. Se reportan personas aisladas y diversas situaciones de emergencia.
11:33 Se declara Alerta Temprana Preventiva para la región del Biobío por precipitaciones normales a moderadas con isoterma cero alta, desde la mañana del sábado 24 hasta la noche del lunes 26 de junio.
11:51 Monitoreo de Senapred indica 2 personas desaparecidas, 419 damnificados, 2.759 aislados, 1.002 albergados, 15 viviendas destruidas, 99 viviendas con daño mayor, 139 con daño menor, alteraciones de conectividad e interrupciones del suministro eléctrico es la afectación reportada al momento entre las regiones de Valparaíso y Los Ríos.
12:21 Se declara Alerta Roja para la provincia del Biobío y la comuna de Tomé por aumento del caudal de los ríos.
13:35 Se declara Alerta Temprana Preventiva para la provincia de Valparaíso por amenaza de desborde de ríos y esteros.
15:21 Se declara Alerta Roja para las comunas de Cerrillos, Cerro Navia, Conchalí, El Bosque, Estación Central, Huechuraba, Independencia, La Cisterna, La Florida, La Granja, La Pintana, La Reina, Las Condes, Lo Prado, Macul, Maipú, Ñuñoa, Pedro Aguirre Cerda, Peñalolén, Pirque, Providencia, Pudahuel, Puente Alto, Quilicura, Quinta Normal, Recoleta, Renca, San Bernardo, San Joaquín, San José de Maipo, San Miguel, San Ramón, Santiago y Vitacura, por turbidez. Se programó un corte en el servicio del suministro de agua potable, que se efectuaría a partir de las 20:00, el que posteriormente fue suspendido.
16:01 Se declara Alerta Amarilla para las comunas de Maule, Yerbas Buenas, Pencahue, Hualañé, Licantén, Curepto, Constitución, San Javier, Romeral, Teno, Molina, Colbún, San Clemente, Linares y Longaví por amenaza de desborde.
17:05 Se declara Alerta Roja para la región del Maule por desborde de ríos.
21:45 Monitoreo de Senapred informa 2 personas fallecidas, 2 desaparecidas, 1.984 damnificados, 7.174 aislados, 1.129 albergados, 22 viviendas destruidas, 441 con daño mayor, 1.169 con daño menor, alteraciones de conectividad e interrupciones del suministro eléctrico entre las regiones de Valparaíso y Los Ríos.

## Efectos por región

### Región de Valparaíso
El río Aconcagua se desbordó en la mañana del viernes 23 en Los Andes, Panquehue y San Esteban. Se habilitó como albergue la Escuela Río Blanco y la Escuela España. 
En Putaendo, Los Andes y Calle Larga se mantuvo un corte del suministro de agua potable afectando a casi 23.000 clientes. Se cerró la ruta 60 entre Guardia Vieja y el Paso Los Libertadores, tras derrumbes y desprendimientos de rocas gigantes que destruyeron el pavimento.

### Región Metropolitana de Santiago
En el Gran Santiago se anegaron viviendas en el campamento El Esfuerzo de Maipú, el campamento Dignidad en La Florida y en sectores de la ribera norte de San Bernardo. 
Por el desborde del río Maipo, en San José de Maipo, 1.106 personas estuvieron aisladas en los sectores de El Volcán, Lo Valdés, Baños Morales; Baños Colina, Embalse El Yeso, El Ingenio, Boyenar, San Gabriel, Romeral, Queltehues y Las Melosas. El río Maipo también se desbordó en El Monte y Talagante, obligando a evacuar a alrededor de 300 personas. En Melipilla, se evacuó a 240 personas producto de la crecida del río, bajo el puente Ingeniero Marambio. El desborde de río Mapocho en Pudahuel produjo el anegamiento del sector El Noviciado y el corte de la Autopista Ruta 68 en dirección a Valparaíso. En Paine el estero homónimo se desbordó, afectando los sectores ribereños en Champa. 
En Peñalolén, se produjo la caída de un árbol de grandes proporciones sobre un vehículo en la avenida Los Presidentes, donde se encontraba una mujer que resultó fallecida.

### Región de O'Higgins

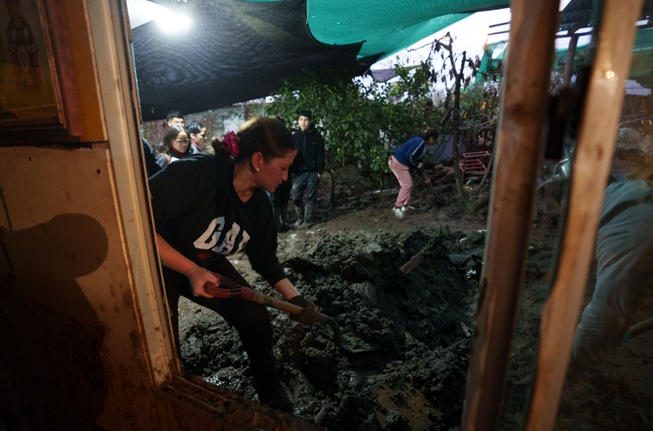
Limpieza post inundaciones en el sector de La Chimba, en Rengo, tras el desborde del río Claro

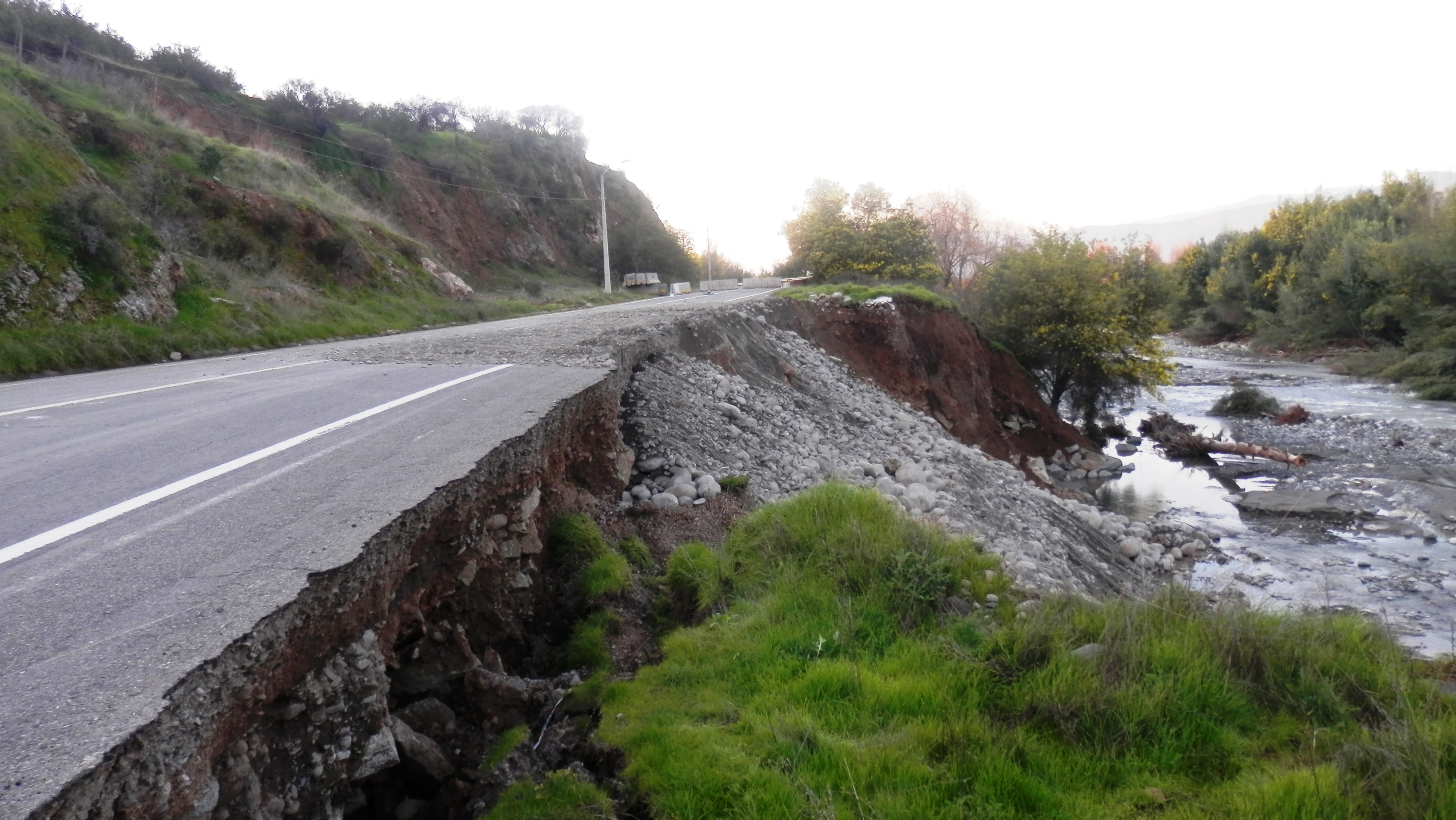
Socavón en la cuesta Popeta, en Rengo, producto de la crecida del río Claro

Las principales comunas afectadas por el temporal en la Región de O'Higgins fueron Coltauco y Rengo. En la primera, el desborde del río Cachapoal inundó un 80% de la comuna (unas 1485 hectáreas anegadas) y dejó casi 1900 viviendas afectadas. En Rengo, el número de damnificados alcanzó las 2 mil personas, de las cuales 150 debieron trasladarse hasta los albergues que dispuso la municipalidad.
Asimismo, el río Tinguiririca se desbordó en San Fernando, ocasionando una inundación severa que alcanzó el centro de la ciudad y que cortó la ruta 5 Sur a la altura del puente Tinguiririca. Otras comunas afectadas por el desborde del Tinguiririca fueron Nancagua, Placilla, Palmilla y Santa Cruz.

### Región del Maule

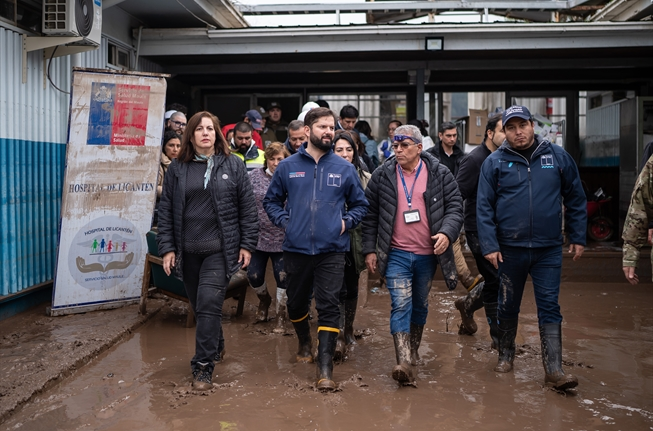
El presidente Gabriel Boric recorre el Hospital de Licantén, que resultó inundado tras el desborde del río Mataquito

Tras el desborde del río Mataquito, se produjeron varios desbordes e inundaciones en sectores aledaños, arrojando un saldo de unas 2500 personas aisladas en Curepto y 700 en Licantén. En esta última comuna, el  delegado presidencial de la provincia de Curicó, señaló que se encuentra anegada casi en su totalidad, y que el río Mataquito ingresó al menos 500 metros hasta la zona céntrica de la ciudad.
Asimismo, el 25 de junio se desplomó parte de las estructuras de los puentes carretero y ferroviario sobre el río Lircay en Talca, y se realizó la evacuación de las personas que viven cerca del río Maule por la apertura de compuertas del embalse Colbún debido al aumento del caudal.
En Linares hubo 2.000 aislados en el sector de Chupallar y 1.356 viviendas destruidas tras el desborde del río Ancoa y por cortes de camino en el cajón del río Achibueno.

### Región de Ñuble
El paso del fuerte temporal por la Región del Ñuble dejó damnificadas a más 1.000 familias. En la zona precordillerana de Termas de Chillán, al 27 de junio habían caído unos 600 milímetros de lluvia en tan sólo cuatro días, donde habitualmente cae nieve. Las lluvias en la cordillera desencadenaron desbordes de varios ríos aguas abajo: se registraron inundaciones debido al desborde del río Itata en la comuna de Quillón y en Ñiquén por la crecida del río Perquilauquén. El río Chillán tuvo un aumento de más de diez veces su caudal normal, provocando anegamientos e inundaciones en diversos sectores de Chillán que resultaron en un total de 98 viviendas y 395 personas afectadas.

### Región del Biobío

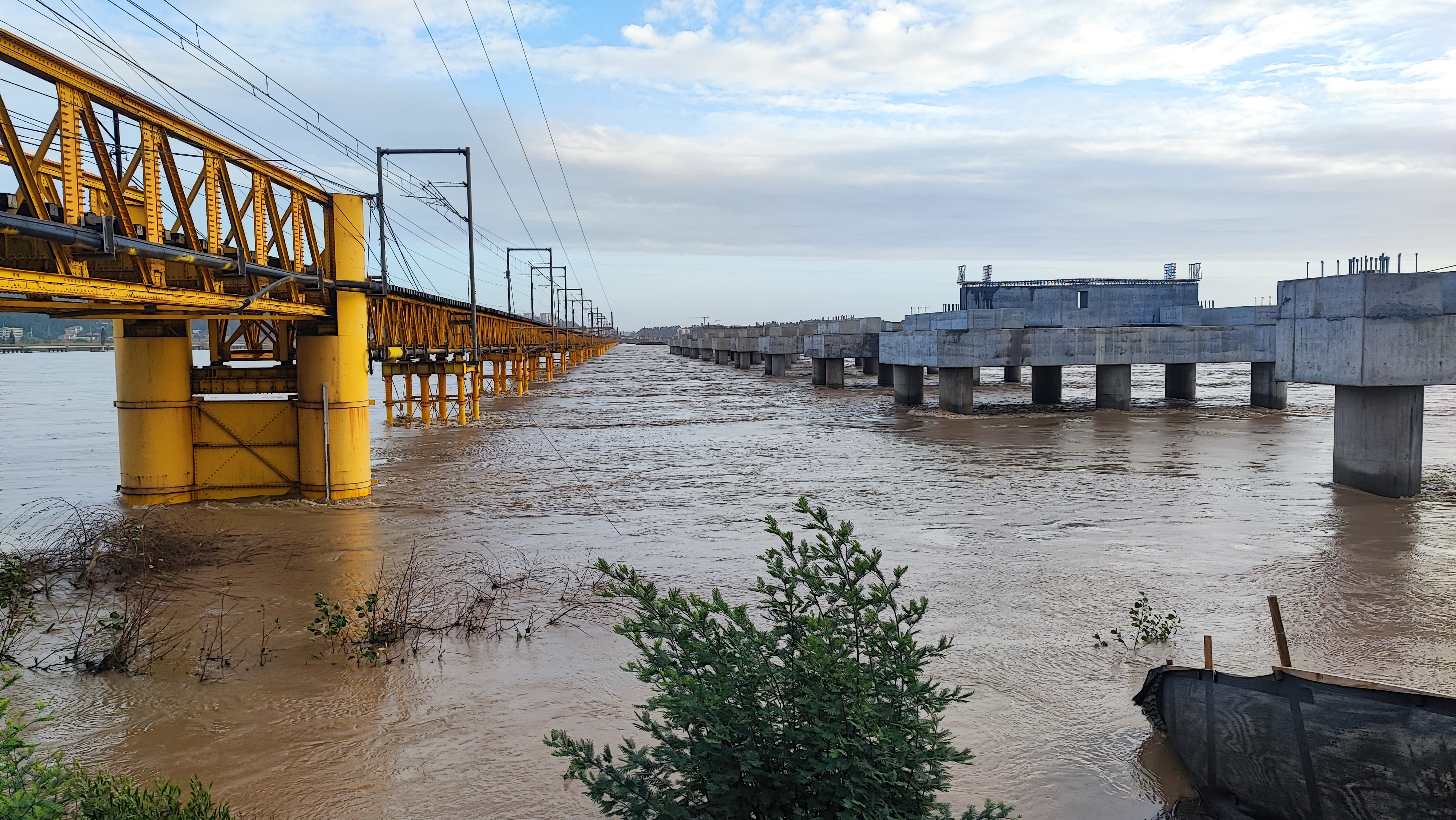
Puente ferroviario Biobío antiguo (a la izquierda), y nuevo puente ferroviario Biobío en construcción (a la derecha), durante la mañana del 26 de junio de 2023, con el caudal del Río Biobío por sobre lo normal producto del temporal.

En la Región del Biobío, se emitieron alertas ante el posible desborde del estero Batuco en la comuna de Yumbel y del río Biobío en la comuna de Laja, así como cortes de rutas y daños en la infraestructura vial en Yumbel, Cabrero, Alto Biobío, Antuco y Santa Bárbara. En la comuna de Alto Biobío, hubo 4.052 personas aisladas en el sector de Cajón del Queuco.
El aumento del caudal del río Biobío hizo que, preventivamente, EFE Sur cerrara el 26 de junio el Puente ferroviario Biobío en Concepción, suspendiendo el paso de trenes de carga y las máquinas de la Línea 2 del Biotrén; por al menos mediodía.